# KSU
Pour les articles homonymes, voir KSU (homonymie).
KSU est un groupe de punk rock polonais, originaire d'Ustrzyki Dolne, dans les Bieszczady. C'est en 1978 que le groupe adopte le nom de KSU. Il s'agit du code alphabétique des plaques d'immatriculation délivrés dans l'ancienne voïvodie de Krosno « KS » (incorporé depuis 1998 dans la voïvodie des Basses-Carpates). « KSU » précisant la ville d'Ustrzyki Dolne. En 2005, le groupe se compose d'Eugeniusz « Siczka » Olejarczyk, Jarosław « Jasiu » Kidawa, Leszek « Dziaro » Dziarek, Paweł « Kojak » Gawlik, et Piotr « Piter » Leszega

## Biographie

### Années 1970
Le groupe est formé en 1977 par cinq adolescents : Bogdana « Bohuna » Augustyna, Lecha Tomkowa, Eugeniusza « Siczkę » Olejarczyka, Wojciecha « Ptysia » Bodurkiewicza et Mirosława Wesołkina. Pendant ses premières années d'existence, le groupe joue des reprises de groupes tels que Black Sabbath, Deep Purple et Led Zeppelin. En 1978, la bande adopte le nom KSU, en référence aux plaques d'immatriculation délivrées pour les véhicules dans la région de Krosno,. Depuis lors, le groupe commence à jouer du punk rock. Les membres du groupe ont écrit une lettre à Radia Wolna Europa demandant la diffusion de morceaux rock étrangers (Sex Pistols, The Damned),.

### Années 1980
Le groupe se popularise dans les années 1980. Grâce à une connaissance, Kazikiem Staszewskim, le groupe se produit en 1980 au festival national des groupes de rock New Wave à Kołobrzeg, avec un grand succès. KSU reçoit alors plusieurs offres de labels depuis la République fédérale d'Allemagne, qui seront rejetées,. La formation du groupe change régulièrement. À ce moment-là, le groupe reste intensément performant. 
Pendant les années 1980, les membres doivent effectuer leur service militaire. Le chanteur de KSU, Sichka, est incorporé en 1983 au premier régiment de Varsovie, les Bohaterów Westerplatte. Cette unité lui inspire d'écrire des morceaux tels que 1944, Po drugiej stronie drzwi, Skazany na 716 dni et Umarłe drzewa. En 1985, Siczka est diplômé du service militaire. Le groupe continue avec trois membres (Eugeniusz « Siczka » Olejarczyk, Adam « Dżordż » Michno à la basse, et Bogdan « Tuptuś » Tutak à la batterie. En 1988, lors d'un des concerts, le groupe est remarqué par le propriétaire du studio RSC, Andrzeja Wiśniowskiego. En mai de cette année, le groupe enregistre son premier album Pod prąd. Les morceaux sont diffusés à la radio polonaise, le groupe gagne progressivement en popularité et joue beaucoup de concerts. À la fin des années 1980, leur deuxième album, Ustrzyki, est publié.

### Années 1990
Le groupe traverse des périodes difficiles pendant le début des années 1990. À cause de malentendus lors de l'enregistrement du clip pour la chanson Ustrzyki, Adam « Dżordż » Michno quitte le groupe. À sa place, Adama Michna est remplacé en 1991 par Bartłomiej « QQŚ » Kądziołka. Toujours en 1991, Krzysztof Rożeja devient le manager du groupe. Selon les membres, KSU s'est endetté et a été ruiné. En 1993, un autre album, Moje Bieszczady, est publié. Au milieu des années 1990, des albums sont publiés : Na 15-lecie! et Bez prądu. En 1997, Eugeniusz « Siczka » Olejarczyk commence à enregistrer des morceaux pour l'album Ludzie bez twarzy. À cause d'un déluge qui a frappé la Pologne, les enregistrements sont suspendus. En 1999, une nouvelle formation émerge : Eugeniusz « Siczka » Olejarczyk, Zygmunt « Zyga » Waśko et Paweł « Kojak » Gawlik, et Leszek « Dziaro » Dziarek.

### Années 2000 et 2010
En 2001, Sichka enregistre les voix manquantes sur l'album Ludzie bez twarzy. Il est publié en 2002. En 2004 sort l'EP Kto Cię obroni Polsko..., qu iest suivi en 2005 de l'album Nasze słowa. En 2006, un DVD live du groupe au Przystanku Woodstock, sort sous le titre Nasze słowa. En 2008, le groupe fête son 30e anniversaire, avec la sortie de l'album XXX-lecie, Akustycznie,. Il comprend des morceaux plus anciens axés folk-acoustique, et cinq nouvelles chansons qui seront les première de leur futur nouvel album.
Le dernier album du groupe est sorti le 8 décembre 2014, et intitulé Dwa narody.

## Membres

### Membres actuels
- Eugeniusz « Siczka » Olejarczyk – guitare (depuis 1977)
- Leszek « Dziaro » Dziarek – percussions, chœurs, programmation (1999-2003, depuis 2007)
- Marcin « Cinek » Jasiewicz – guitare solo (depuis 2015)
- Łukasz « Luc » Zawada – guitare basse (depuis 2011)

### Anciens membres
- Bogdan « Bohun » Augustyn – saxophone (1977-1983)
- Leszek « Plaster » Tomkow – guitare basse (1977-1982)
- Wojciech « Ptyś » Bodurkiewicz – claviers (1977-1982)
- Bogdan « Tuptuś » Tutak – percussions (1979-1995)
- Artur Solarz – guitare basse (1989)
- Adam « Dżordż » Michno – guitare basse (1982-1991)
- Bartłomiej « QQŚ » Kądziołka – guitare basse (1991-1995)
- Dariusz « Nero » Dziuroń – guitare (1992-1993)
- Mirosław Wesołkin – percussions (1978)
- Waldemar « Burek » Kuzianik – percussions (1978-1979)
- Waldemar « Valdi » Moskal – guitare (1995-1996)
- Piotr « Seru » Sewerniak – guitare (1999)
- Zygmunt « Zyga » Waśko – guitare (1999-2001)
- Damian « Cewka » Hombek – guitare (2001)
- Jakub « Kuba » Ziemba – guitare (2001-2003)
- Marcin « Nowy » Nowak – guitare basse (2002-2003)
- Grzegorz « Gekon » Hejman – guitare (2003-2004)
- Rafał « Sysy » Grela – percussions (2003-2004)
- Paweł « Prezo » Tylko – guitare basse, management (2003-2005)
- Sebastian Sipa – guitare basse (2005)
- Sebastian Mnich – percussions (2004-2007)
- Erik « Tuna » Bobella – guitare basse (2005-2007)
- Mateusz « Joseph » Sowa – guitare basse, guitare acoustique (2008-2009)
- Jarosław « Jasiu » Kidawa – guitare solo, guitare acoustique (2004-2010)
- Paweł « Kojak » Gawlik – guitare basse (1999-2003, 2007-2011)
- Piotr « LEGO » Leszega - guitare solo, guitare acoustique (2009-2015)

## Discographie
- 1988 : Pod prąd
- 1990 : Ustrzyki
- 1993 : Moje Bieszczady
- 1994 : Na 15 lecie!
- 1995 : Bez prądu
- 1999 : 21 (utworów na 21-lecie KSU)
- 2002 : Ludzie bez twarzy
- 2004 : Kto Cię obroni Polsko
- 2005 : Nasze słowa
- 2006 : Przystanek Woodstock 2005 (live)
- 2008 : XXX-lecie, Akustycznie
- 2014 : Dwa narody